# 宮崎県工業専門学校 (旧制)
| 宮崎県工業専門学校 （宮崎工専） | 宮崎県工業専門学校 （宮崎工専） |
| ------------------------------- | ------------------------------- |
| 創立                            | 1944年                          |
| 所在地                          | 宮崎市                          |
| 初代校長                        | 奥村省三                        |
| 廃止                            | 1951年                          |
| 後身校                          | 宮崎大学                        |
| 同窓会                          | 宮崎大学 工学部同窓会           |

宮崎県工業専門学校 （みやざきけんこうぎょうせんもんがっこう） は、1944年 （昭和19年） に宮崎県によって設立された公立の旧制専門学校。創立時の名称は 「宮崎県高等工業学校」。

## 概要
- 第二次世界大戦下における工業技術者確保のために国策に合わせて増設された高等工業学校 （高工） の一つ。
- 創立時は本科 （修業年限3年） に機械科・化学工業科・航空機科の 3科を設置した。
- 設立後まもなく宮崎県工業専門学校と改称された。
- 学制改革で国に移管され、新制国立宮崎大学工学部の母体となった。
- 同窓会は 「宮崎大学工学部同窓会」 と称し、旧制・新制合同の会である。

## 沿革
- 1944年2月26日： 専門学校令により宮崎県高等工業学校設置認可。
- 1944年5月5日： 宮崎県高等工業学校、開校。
  - 本科 （修業年限3年） に機械科・化学工業科・航空機科を設置。
- 1944年8月29日： 宮崎県工業専門学校と改称。
- 1945年5月11日： 空襲で被害。
- 1946年2月1日： 敗戦後の航空産業解体に伴い、航空機科を土木科に改組。
- 1947年6月5日： 宮崎県会、新制工業大学設置意見書を可決、文部省に陳情へ。
- 1948年3月19日： 宮崎県副知事のもとに県内4高専校長ら参集、連合大学設置で一致。
  - 4高専は宮崎農専・宮崎師範・宮崎青師および宮崎工専。
- 1948年4月28日： 宮崎大学期成同盟会発足。
- 1948年7月30日： 宮崎大学設置申請書を文部省に提出。
- 1949年4月18日： 宮崎県知事・文部大臣、「宮崎県工業専門学校国立大学併合に関する書簡」 を交換。
  - 宮崎工専の国への移管決定。
- 1949年5月31日： 法律第150号国立学校設置法により新制宮崎大学設置。
  - 旧制宮崎工専は、工学部 （機械工学科・工業化学科・土木工学科） の母体として包括された。
- 1951年3月31日： 旧制宮崎県工業専門学校、廃止。

## 歴代校長
- 初代： 奥村省三
- 第2代： 松山文二

## 校地の変遷と継承
宮崎市西丸山町118番地 （現・宮崎市霧島1丁目） にあった宮崎商業学校の元校舎・設備を旧制工専廃止まで使用した。霧島町校地は後身の宮崎大学工学部に引き継がれ、1986年9月に宮崎市学園木花台 （現・木花キャンパス） に統合移転するまで使用された。旧霧島町校地には、JAビル・JA AZMホールなどが建設されている。

## 関連書籍
- 宮崎大学五十年史刊行委員会（編）　『宮崎大学創立五十周年記念誌』　宮崎大学、1999年12月。
- 宮崎市史編纂委員会（編）　『宮崎市史 : 続編（上）』　宮崎市、1978年3月、777頁-778頁。
- 宮崎市史編纂委員会（編）　『宮崎市史』　宮崎市、1959年3月、645頁-647頁。